# Louis-Auguste Camus de Richemont
Pour les articles homonymes, voir Camus de Richemont, Camus et Richemont.
 (août 2025).
Si vous disposez d'ouvrages ou d'articles de référence ou si vous connaissez des sites web de qualité traitant du thème abordé ici, merci de compléter l'article en donnant les références utiles à sa vérifiabilité et en les liant à la section « Notes et références ».
Louis-Auguste Camus de Richemont, né le 31 décembre 1771 à Montmarault dans la province du Bourbonnais et mort le 22 août 1853 à Charrin en France, est un général français de l’Empire et un homme politique français.

## Biographie

### La Révolution française, Nicopolis
Louis-Auguste Camus entre à huit ans à l'école militaire d'Effiat. Il en sort en 1786. Un de ses condisciples célèbres est le futur général Desaix. Entré au service actif, il prend part comme officier du génie à diverses campagnes sur le Rhin, en Suisse et en Italie.
Capitaine depuis 1795, il est fait prisonnier lors de la bataille de Nicopolis en 1798 et emmené à Constantinople. Il ne recouvre la liberté qu'en 1801.

### Les Indes, la Russie et la campagne d'Allemagne
De retour en France, son mérite et sa capacité sont connus. Il est chargé d'une importante mission dans les mers de l'Inde : il s'agissait d'étudier les moyens d'y résister à la Grande-Bretagne. Il va au-delà du cap de Bonne-Espérance étudier les moyens de défense des possessions de la France et de ses alliés. Après avoir séjourné à l’île de France et à Java, et après avoir payé par des maladies graves un tribut à l’influence funeste de ces climats, il est nommé colonel. De retour en Europe sur un navire brêmois qui, malgré sa neutralité, est saisi par un croiseur anglais. Il faut à l’officier français rester quelque temps captif, mais il peut revoir la France, et il remet à l’Empereur un mémoire très bien fait, très instructif sur les moyens de résister à la Grande-Bretagne dans les mers de l’Inde. Il n’y a d’ailleurs plus rien à faire de ce côté, et Napoléon rendant justice à Richement, s’empresse de l’utiliser sur un autre théâtre.
Il l’envoie ensuite en Prusse et en Pologne, afin de présider aux préparatifs de l'expédition de Russie. Il organise avec autant de prévoyance que d’activité les approvisionnements, les moyens de transport que réclame cette gigantesque entreprise.
Après les désastres de la retraite de 1812, il se renferme dans Dantzig avec les débris de plusieurs corps d’armée, et durant un an entier, bravant les privations, les ravages d’une épidémie meurtrière, les attaques continuelles des assiégeants, il seconde le général Rapp dans une défense des plus opiniâtres. Le manque de vivres, la certitude de ne pas être secourue, puisque les Français évacuent l’Allemagne, forcent enfin la brave garnison de Dantzig à capituler. Elle devait rester libre, mais les Russes violent la convention. Richemont et ses compagnons sont prisonniers de guerre. La paix vient d’ailleurs lui permettre presque aussitôt de revenir dans sa patrie.

### Les Cent-Jours et les deux Restaurations
Nommé maréchal de camp à la Première Restauration, il reçoit de Louis XVIII le commandement de l'École royale de Saint-Cyr. Après le retour de l'île d'Elbe, Richemont fidèle à ses sympathies, offre son épée à Napoléon Ier contre la septième Coalition étrangère. Il prend pendant les Cent-Jours, le commandement du génie du IIe corps de l'armée du Nord avec l'inspection des forteresses de la frontière. Le collège de département de l'Allier l'a élu le 10 mai 1815, représentant à la Chambre. Il ne se trouve pas à Waterloo, étant occupé à inspecter les forteresses de la frontière.

### Carrière politique
La seconde Restauration met Camus de Richemont en demi-solde. Il se retire alors dans son département d'origine et vécut en dehors des affaires publiques jusqu'au 17 novembre 1827, époque à laquelle il rentre dans la vie parlementaire comme député du 2e arrondissement de l'Allier (Montluçon) contre M. Aupetit-Durand, député sortant. Élu par les libéraux constitutionnels, il siége au côté gauche et est des 221. Il est réélu le 23 juin 1830 contre M. de Chevenon de Bigny, ancien député.
La monarchie de Juillet, dont il se déclare le partisan, le replace à la tête de l'école de Saint-Cyr. Il est également nommé le 20 août 1830, conseiller d'État en service extraordinaire jusqu'en 1845. Il doit alors se soumettre à la réélection le 21 octobre 1830, et son mandat lui est confirmé.
Successivement réélu le 5 juillet 1831, par le 4e collège de l'Allier (Montluçon), contre Charles Gilbert Tourret, de l'opposition démocratique ; puis le 21 juin 1834, contre M. Tourret, Camus de Richemont vote généralement avec la majorité conservatrice. Il observe cependant une attitude indépendante sur la politique extérieure, étant l'adversaire du système de « l'Entente cordiale » avec l'Angleterre. Il développe ses vues dans plusieurs brochures. Ses divers écrits sur les objets qui furent successivement à l’ordre du jour, tels que les fortifications de Paris et la question d’Orient.
Le général de Richemont meurt le 23 août 1853 à un âge fort avancé et est inhumé à Montmarault, où il est né.

## État de service
- Lieutenant (21 mars 1795) ;
- Capitaine (19 juillet 1795) ;
- Chef de bataillon (6 septembre 1801) ;
- colonel (31 mai 1807) ;
- Directeur des fortifications à Brest (22 juin 1814 - 8 août 1814) ;
- Commandant de l'École royale de Saint-Cyr (8 août 1814 - 28 mars 1815) ;
- maréchal de camp (23 août 1814 (confirmé 28 avril 1815 (Cent-Jours)) ;
- commandant du génie du IIe corps de l'armée du Nord (30 avril 1815 - 1er septembre 1815) ;
- mis en non-activité (1er septembre 1815) ;
- mis en disponibilité (1er avril 1820 - 1er janvier 1823) ;
- admis en retraite (1er janvier 1823) ;
- commandant de l'école spéciale militaire de Saint-Cyr (20 août 1830 - 1er avril 1834) ;
- réadmis en retraite (1er avril 1834) ;
- placé dans la section de réserve (1er janvier 1853).

## Titres
- Baron de Richemont (lettres patentes du 31 décembre 1814 (première Restauration)).

## Décorations
- Légion d'honneur :
  - Légionnaire (5 novembre 1804), puis,
  - Officier (15 mars 1812), puis,
  - Commandeur (1er mai 1831), puis,
  - Grand officier de la Légion d'honneur (22 mars 1834) ;
- Ordre royal et militaire de Saint-Louis :
  - Chevalier de Saint-Louis (27 juin 1814).

## Autres fonctions
- Député de l'arrondissement de Montluçon (Allier) :
  - À la Chambre des Cent-Jours (10 mai 1815 - 1er septembre 1815) ;
  - À la Chambre des députés (17 novembre 1827 - 1837) ;
- Conseiller d'État en service extraordinaire (20 août 1830 - 1845).

## Hommages
- Un portrait a été conservé jusqu'à nos jours par un de ses parents au manoir de Saint-Hubert, à Chavenon dans l'Allier ;
- La caserne Richemont de Montluçon a été nommée en son honneur.

## Publications
Le général Camus de Richemont laissa plusieurs écrits sur des questions militaires, ainsi que des Mémoires que sa famille a publiés après sa mort. On a de lui :
- Louis-Auguste Camus de Richemont, De la situation politique de l'Europe, et des intérêts de la France, 1829, 80 p. ;
- Poésies diverses (tirés à 50 exemplaires), de l'imprimerie d'Ancelle, Évreux, 1829, in-8 ;
- Du gouvernement constitutionnel et du refus de l'impôt, éditions Charles-Béchet, [elaunay, Paris Ve, 1830, in-8 de 64 p. ;
  - Il a été publié une brochure en réponse à cet écrit, sous le titre de Lettre sur le refus de l'impôt à M. de Richemond, par A. Ricard, ancien soldat, avant servi sous les ordres de ce général. Paris, 1830, in-8 ;
- Nouvelles mémoires politiques, Levavasseur, Paris, 1830, in-8 ;
- Discours (Session de 1831), Imprimerie de Cosson, Paris, septembre 1831, in-8 de 40 p. ;
- De l'École militaire spéciale de Saint-Cyr, Paris, Levavasseur, 1833, in-8 de 48 p. ;
- Louis-Auguste Camus de Richemont, Campagne de 1832 : siège de la citadelle d'Anvers par l'armée française sous les ordres du maréchal comte Gérard, Hauman, 1833, 291 p. (lire en ligne) ;
- De la question d'Orient et du traité de Londres du 15 juillet 1840.

## Vie familiale
Louis Auguste était le fils de Claude Jean François Camus de Richemont (né le 4 mars 1735 à Montmarault et mort le 13 août 1803 au même lieu), sieur de Richemont (en la paroisse de Bizeneuille, Allier) et de Petit-Bord, avocat en parlement, conseiller du roi et procureur en la maîtrise des Eaux et forêts de Montmaraud, correspondant de l'Assemblée provinciale (1780-1781), membre de l'Assemblée provinciale du Bourbonnais pour le tiers état (1788), président du Tribunal de district (1792), membre du conseil municipal de Montmarault (1800), et de Claudine Éléonore de la Poix de Fréminville (1749-1835).
Aîné de six enfants, le baron Christophe François Camus, général de brigade, était son frère.
Louis Auguste épousa en novembre 1802 Marie Guyonnet.

## Armoiries
« Écartelé : au I, d'azur au chevron d'or, accompagné de trois coquilles d'argent, surmonté d'un comble d'or à trois bandes de gueules ; au II des barons tirés de l'armée ; au 3 d'or à la fasce de gueules, accompagnée de trois hures de sanglier de sable, allumées et lampassées de gueules, défendues d'argent ; au IV, échiqueté d'argent et d'azur,, »

.
Il s'agit là des armes de son frère, Christian François Camus, baron de l'Empire